# Rudolf Zedi
Rudolf „Rudi“ Zedi (* 31. August 1974 in Essen) ist ein deutscher Fußballtrainer, der bis 2012 als Spieler aktiv war.

## Karriere

### Als Spieler
In der Jugend spielte Zedi für den VfB Essen-Nord und Rot-Weiss Essen. In der Zweitligamannschaft von RWE kam er am 11. Juni 1994 zu seinem ersten Profieinsatz, der auch sein einziger im Trikot des Vereins bleiben sollte. Das Team stieg 1994 ab und er ging zu Schwarz-Weiß Essen.
1996 wechselte er zum damaligen Erstligisten Fortuna Düsseldorf, wo er anfangs in der Profimannschaft nicht zum Einsatz kam. Nach elf Einsätzen in der Zweitligasaison 1998/99 konnte er sich in der darauffolgenden Spielzeit in der Regionalliga West/Südwest erstmals einen Stammplatz bei den Düsseldorfern erkämpfen. Ab 2000 trat er mit seiner Mannschaft in der Staffel Nord an. Nach dem Abstieg von Fortuna Düsseldorf aus der Regionalliga verließ er den Verein und stand in der Saison 2002/03 beim Chemnitzer FC unter Vertrag. Anschließend wechselte er für zwei Jahre zu Rot-Weiß Erfurt. Als Stammspieler in der Abwehr hatte er im ersten Jahr großen Anteil am Aufstieg in die zweite Bundesliga, aber bereits nach einem Jahr folgte der Wiederabstieg. Nach einer Saison beim VfR Aalen spielte Zedi für Kickers Emden, bei denen er auch das Amt des Kapitäns bekleidete. Mit den Ostfriesen qualifizierte er sich 2008 für die neue eingleisige 3. Liga. In den drei Jahren im Norden spielte er in jeder Saison mindestens 30 Partien und war mit insgesamt 13 Toren für einen Defensivspieler recht erfolgreich.
Zur Saison 2009/10 wechselte Zedi zum Zweitligisten SC Paderborn 07 und unterschrieb einen Vertrag bis zum 30. Juni 2011. Dort kam er aber meist nur noch als Einwechselspieler zum Einsatz und löste deshalb den Vertrag Ende Mai 2010 vorzeitig auf, um zum FC Rot-Weiß Erfurt zurückzukehren. Nach zwei erfolgreichen Jahren, in denen er jeweils 37 der 38 Saisonspiele absolvierte, bestritt er am 5. Mai 2012 sein letztes Spiel als aktiver Fußballer.

### Als Trainer und sportlicher Leiter
Er wurde anschließend von Rot-Weiß Erfurt vertraglich weiter an den Verein gebunden. Er teilte sich die Position des Co-Trainers bis Juni 2013 mit Henri Fuchs, der wegen seiner parallelen Ausbildung zum Fußballlehrer an der Sporthochschule Köln zeitweise abwesend ist. Seit Juni 2014 ist er DFB A-Lizenz Inhaber und war seit Juli 2014 sportlicher Leiter beim BSV Kickers Emden. Seit November 2014 arbeitete er dort ebenfalls als Cheftrainer. Im Mai 2017 kündigte Zedi an, dass er seinen bis zum 30. Juni 2018 laufenden Vertrag in Emden nicht erfüllen werde. Vom 23. Januar 2020 bis zum 30. Juni 2021 war Zedi Trainer der SpVg Aurich.  Vom 1. Juli 2021 bis zum 30. Juni 2022 war Zedi dann sportlicher Leiter bei Regionalliga-Aufsteiger SV 19 Straelen, in diesem Jahr übernahm er zweimal für insgesamt siebzehn Spiele interimsweise das Traineramt. Zu Beginn der Spielzeit 2022/23 wurde Rudi Zedi sportlicher Leiter beim FC Kray in der Oberliga Niederrhein, auch bei den Essenern war er zwischenzeitlich als Interimstrainer aktiv. Anfang Dezember 2022 verkündete der Club die Trennung von Zedi, der einen Tag später klarstellte, dass die Trennung noch nicht vollzogen sei.

### Statistik
| Liga          | Spiele (Tore) |
| ------------- | ------------- |
| 2. Bundesliga | 061 0(1)      |
| 3. Liga       | 111 (15)      |
| Regionalligen | 224 (18)      |

## Privates
Seine Eltern sind Angehörige der ungarischen Minderheit Serbiens. Sein Zwillingsbruder Kristian war ebenfalls Fußballprofi. Er ist Vater einer Tochter.

## Erfolge

### Als Spieler
- Aufstieg in die 2. Bundesliga 2004 mit Rot-Weiß Erfurt

### Als Trainer
- Landespokal-Sieger-Niederrhein 2022 mit SV Straelen